# Janina Szombara
Janina Szombara z domu Kulczycka (ur. 24 czerwca 1919 w Sanoku, zm. 3 lipca 2022 tamże) – polska pianistka i pedagog, Honorowa Obywatelka Sanoka.

## Życiorys
Urodziła się 24 czerwca 1919 w Sanoku w rodzinie Kulczyczkich. Była najstarszą córką Stanisława (1890-1943, inżynier leśnik) i Heleny z domu Strojek (1889-1968, nauczycielka) oraz siostrą Adama (1921–2001, powstaniec warszawski) i Marii (1926-2019, po mężu Bednarz, sybiraczka, zatrudniona w Sanatorium Akademickim w Zakopanem).
Uczyła się w szkole powszechnej Cięcinie na Żywiecczyźnie (jej ojciec w tym czasie był zarządcą fabryki suchej destylacji drewna w Węgierskiej Górce). Do pierwszych klas gimnazjalnych uczęszczała w Bielsku-Białej i w tym okresie na lekcjach prywatnych rozpoczęła naukę gry na fortepianie. Po likwidacji ww. fabryki w 1933 przeniosła się z rodziną na Mazury i zamieszkała w Cisowie (ojciec został tam administratorem Fundacji Sztabińskiej utworzonej na podstawie testamentu Karola Brzostowskiego) i w klasach IV, V, VI uczyła się w gimnazjum w Suwałkach. Z uwagi na swoje uzdolnienie muzyczna została wysłana przez rodziców do Warszawy. Tam ukończyła klasy gimnazjalne VII oraz VIII i w 1938 zdała egzamin dojrzałości. Naukę gry na fortepianie kontynuowała w stolicy w Wyższej Szkole Muzycznej im. Fryderyka Chopina Warszawskiego Towarzystwa Muzycznego, kształcąc się tam jeszcze w 1939. 

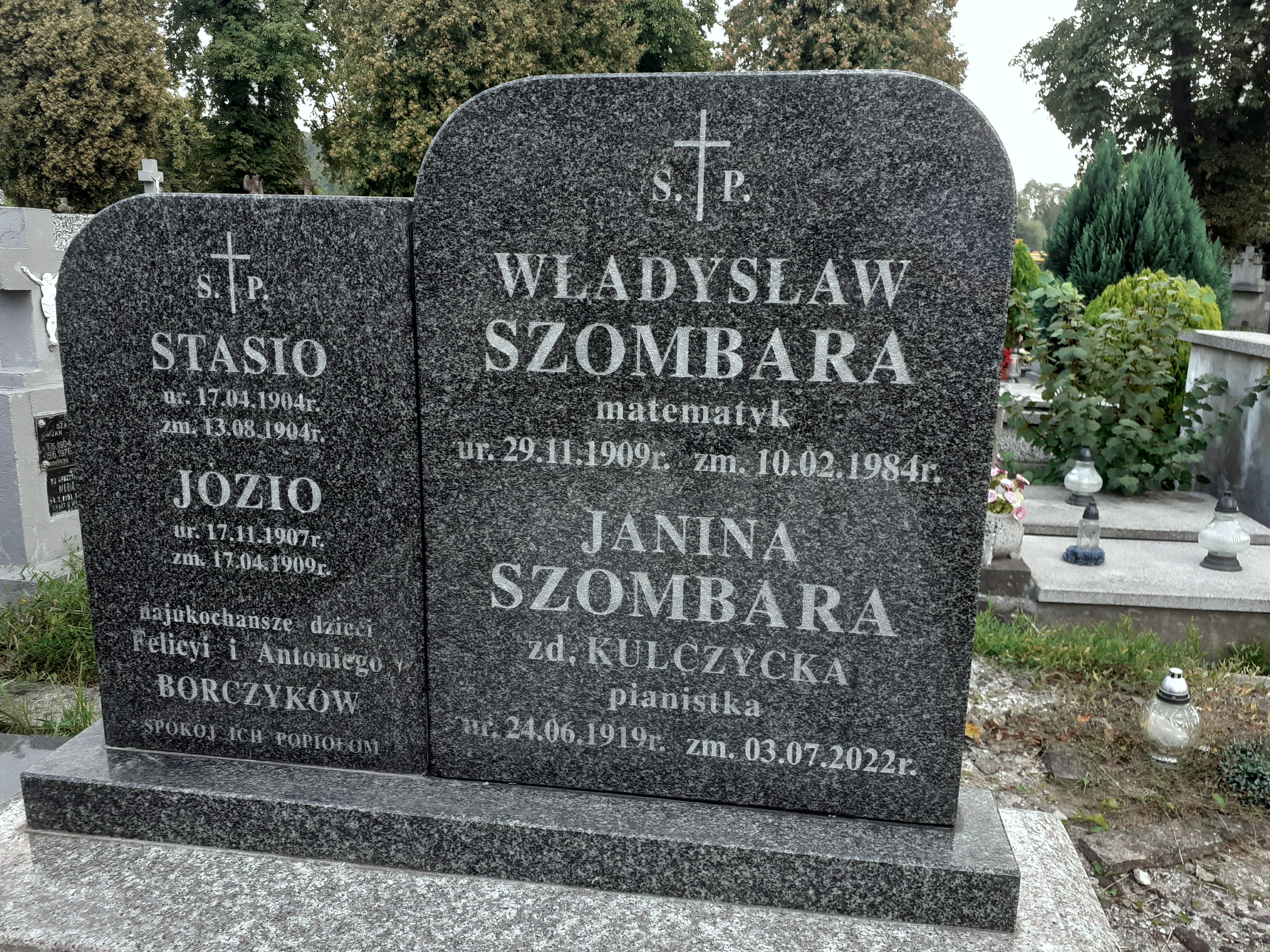
Grobowiec Władysława i Janiny Szombarów

Po wybuchu II wojny światowej i nastaniu okupacji niemieckiej początkowo przebywała w Warszawie, po czym w 1941 trafiła do Sanoka. Tam podjęła pracę w polskiej Centrali Handlowej Spółdzielni Spożywców „Społem” jako tłumaczka z języka niemieckiego i maszynistka. W tej pracy poznała sprawującego stanowisko dyrektora Władysława Szombarę, którego poślubiła 26 kwietnia 1943. Po urodzeniu pierwszej córki zrezygnowała z pracy.
Po wojnie, planując kontynuowanie edukacji muzycznej, w 1948 zdała egzamin wstępny do Państwowej Szkoły Muzycznej w Katowicach, lecz nie podjęła studiów, z uwagi na chorobę i śmierć córki. Jednocześnie udzielała się jako pianistka. W Sanoku brała udział w akademiach i wieczorach artystycznych, w tym czasie koncertując oraz akompaniując. W 1949 wraz z Wandą Kossakową wystąpiła w Sanoku, w koncercie w ramach obchodów stulecia śmierci Fryderyka Chopina. W okresie od 1 września 1950 do 31 sierpnia 1951 sprawowała stanowisko kierownika Ogniska Muzycznego w Sanoku. Od 1 września 1953 do 31 grudnia 1957 pracowała jako nauczycielka gry na fortepianie i wychowawczyni w świetlicy dziecięcej Kopalnictwa Naftowego w Sanoku. Od 16 listopada 1957 do 1975 była zatrudniona na stanowisku instruktora muzyki Młodzieżowym Domu Kultury w Sanoku. Współpracowała z zespołami działającymi przy MDK i jako pedagog była kontynuatorką idei nauczania wypracowanej przez Wandę Kossakową. Była zaangażowana w rozwój kultury muzycznej w powojennym Sanoku.
Uchwałą Rady Miasta Sanoka z 27 czerwca 2019 otrzymała Honorowe Obywatelstwo Sanoka, a uroczystość wręczenia wyróżnienia odbyła się 25 lipca 2019 w Państwowej Szkole Muzycznej I i II st. im. Wandy Kossakowej w Sanoku.
Zmarła 3 lipca 2022. 8 lipca 2022 została pochowana w grobowcu swojego męża Władysława (1909-1984) na Cmentarzu Centralnym w Sanoku. Oboje mieli dzieci: Ewę (ur. 1944), Krzysztofa (ur. 1945), Marię (1946-1949), Zdzisławę (ur. 1948), Iwonę (ur. 1952).